# Tourisme de découverte économique
Vous pouvez aider à l'améliorer ou bien discuter des problèmes sur sa page de discussion.
- Il n'est pas vérifiable et peut contenir des informations totalement erronées. Il est fortement conseillé aux contributeurs d'étayer son contenu par des sources fiables. Sans cela, sa suppression pourrait être envisagée. (si vous venez d'apposer le bandeau, veuillez cliquer sur ce lien pour créer la discussion et en afficher les indications). (Marqué depuis décembre 2019)

- Archive Wikiwix
- Bing
- Cairn
- DuckDuckGo
- E. Universalis
- Gallica
- Google
- G. Books
- G. News
- G. Scholar
- Persée
- Qwant
- (zh) Baidu
- (ru) Yandex
- (wd) trouver des œuvres sur Wikidata

Vous pouvez aider à l'améliorer ou bien discuter des problèmes sur sa page de discussion.
- Il ne cite pas suffisamment ses sources. Vous pouvez indiquer les passages à sourcer avec {{référence nécessaire}} ou {{Référence souhaitée}}, et inclure les références utiles en les liant aux notes de bas de page. (Marqué depuis décembre 2019)

- Archive Wikiwix
- Bing
- Cairn
- DuckDuckGo
- E. Universalis
- Gallica
- Google
- G. Books
- G. News
- G. Scholar
- Persée
- Qwant
- (zh) Baidu
- (ru) Yandex
- (wd) trouver des œuvres sur Wikidata

Le tourisme de découverte économique peut être défini comme la découverte par le public d’un site présentant un savoir-faire appartenant au passé, au présent ou à l’avenir. Trois pôles peuvent être mis en évidence : le tourisme d’entreprises en activité, le tourisme de patrimoine industriel et le tourisme scientifique.

## Appellations
Plusieurs appellations existent pour qualifier la filière : tourisme industriel, scientifique ou technique, visites d’entreprises ou tourisme de découverte économique. Seule cette dernière a les faveurs des spécialistes de la filière, que ce soit les Chambres de commerce et d'industrie, les comités de tourisme, les chefs d’entreprises ou les journalistes.
En effet, elle évoque à la fois l’approche industrielle, artisanale, agricole, en activité ou non, sans omettre les établissements de service, par exemple, les laboratoires scientifiques, les écomusées et les musées, la dimension touristique, à travers la promotion et la valorisation d’un territoire et la découverte par des touristes des entreprises en activité, ainsi que ceux ne produisant plus et donc entrant dans le domaine patrimonial.

## Le tourisme d’entreprises en activité
Il se définit comme la visite de sites en activité, qu’ils soient industriels, administratifs, commerciaux, agricoles, artisanaux ou de service.
La visite d’entreprise peut être :
- un outil de développement économique ;
- un produit touristique ou une prestation susceptible de s’intégrer dans un produit touristique ;
- un outil de communication évènementielle ;
- un complément au tourisme d’affaires ; les individus qui se déplacent dans un cadre professionnel peuvent être intéressés par la visite d’entreprises dans leur secteur d’activité ou d’un secteur proche ;
- un complément de séjour à vocation culturelle.

L’ouverture de l’entreprise à la visite peut refléter différentes motivations : valoriser ses savoir-faire auprès du grand public, des clients, prospects et futurs collaborateurs, motiver le personnel et renforcer la culture d’entreprise, favoriser l’intégration au sein d’un territoire en offrant plus de lisibilité et de transparence aux habitants du territoire comme aux touristes, et développer de nouveaux flux d’affaires.

## Le tourisme de patrimoine industriel
Il réunit l’ensemble des sites valorisant les techniques de production et les savoir-faire appartenant à l’histoire industrielle nationale ou locale : musées, écomusées, sites industriels (devenus ou non des musées de site), espaces dédiés à une activité industrielle spécifique, sites d’interprétation. L’histoire sociale en fait partie intégrante, telle le bâti social (logements ouvriers, habitats patronaux).

## Le tourisme scientifique
Il inclut les sites dont l’objectif est la diffusion de la culture scientifique auprès du public : musées scientifiques, sites de patrimoine scientifique, cités scientifiques, centres de culture scientifique, centres de sciences.